# Navekimisal Hanim
Navekimisal Hanım (turco ottomano: ناوك مثال خانم, lett. "civettuola"; Circassia, 1827 – Istanbul, 5 agosto 1854), anche nota come Navekivisal Hanim, è stata una principessa circassa e una consorte del sultano ottomano Abdülmecid I.

## Biografia

### Origini
Navekimisal nacque nel 1827. Era una principessa circassa della tribù Biberd, figlia del principe Rustem Bey Biberd e la principessa Fatma Hanım Kızılbek. Aveva una sorella, Suzidilara Hanim.
Da bambine vennero mandate alla corte ottomana di Istanbul, dove crebbero sotto la tutela della loro zia, la principessa Keşfiraz Hanım. Entrambe vennero ben istruite. 

### Consorte imperiale
Nel 1853 Bezmiâlem Sultan, madre e Valide Sultan del sultano ottomano Abdülmecid I, la presentò al figlio come consorte. Le venne dato il rango di "Quarta Ikbal". Nel mentre, Bezmialem procurò a sua sorella Suzidilara un posto nel palazzo del futuro Abdülhamid II, uno dei figli di Abdülmecid, dove morì nel 1919.
L'unione fra Navekimisal e Abdülmecid fu breve e senza figli. All'inizio del 1854 contrasse la tubercolosi e il 24 febbraio lasciò il Palazzo Dolmabahçe per essere isolata nel Palazzo Şemsipaşa a Üsküdar. 

### Morte
Navekimisal di tubercolosi morì nel Palazzo Şemsipaşa il 5 agosto 1854. Venne sepolta nella Yeni Cami.

## Cultura popolare
- Nalandil è un personaggio del romanzo storico del 2009 di Hıfzı Topuz Abdülmecit: İmparatorluk Çökerken Sarayda 22 Yıl: Roman[4].